# Jesús Orejuela Rodríguez
Jesús Orejuela Rodríguez, també conegut com a Orejuela I, (La Luisiana, 9 de febrer de 1958) és un exfutbolista andalús de la dècada de 1980.

## Trajectòria
Nascut a Andalusia, amb cinc anys es traslladà a viure a Sant Joan de Vilatorrada. Juntament amb el seu germà Diego Orejuela II, es formà al futbol base del RCD Espanyol. Entre 1977 i 1981 fou cedit a diversos clubs, con el Vinaròs CF o dues temporades al CE Sabadell a Segona Divisió. La temporada 1981-82 fou traspassat a la UD Salamanca i realitzà una gran temporada, marcant 24 gols a la lliga i assolint l'ascens a primera divisió. Clubs com el Reial Madrid i l'Sporting de Gijón intentaren fitxar-lo, però l'Espanyol feu efectiva una opció de recompra i l'incorporà al primer equip. Al RCD Espanyol jugà dues temporades a primera divisió, entre 1982 i 1984, a bon nivell amb 46 partits de lliga disputats. No obstant, l'any 1984 fou traspassat al CA Osasuna. Després de tres temporades al club navarrès, marxà un any al Reial Saragossa i acabà la seva carrera a alt nivell, novament a la UD Salamanca a Segona Divisió entre 1988 i 1990.